# Włodzimierz Oniszczenko
Włodzimierz Oniszczenko (ur. 5 marca 1954) − polski psycholog, profesor nauk humanistycznych, pracownik naukowy Wydziału Psychologii Uniwersytetu Warszawskiego, Kierownik Katedry Psychologii Różnic Indywidualnych zajmujący się genetyką zachowań i psychologią różnic indywidualnych.

## Kariera naukowa
Studia wyższe ukończył w 1978 roku na Wydziale Psychologii Uniwersytetu Warszawskiego i z tą uczelnią związał swoją dalszą karierę. W roku 1983 uzyskał stopień doktora nauk humanistycznych w zakresie psychologii ze specjalnością psychologia różnic indywidualnych i genetyka zachowania. Promotorem pracy doktorskiej był Jan Strelau. W 1998 roku uzyskał stopień doktora habilitowanego za rozprawę pt. Genetyczne podstawy temperamentu. W roku 2006 uzyskał tytuł naukowy profesora nauk humanistycznych.
W latach 1999–2002 był prodziekanem Wydziału Psychologii UW. Otrzymał 17 nagród Rektora UW, w tym 5 zespołowych.

## Wybrane publikacje
- Dragan, W. Ł., Oniszczenko, W. (2005). Polymorphisms in the serotonin transporter gene and their relationship to two temperamental traits measured by the Formal Characteristics of Behavior - Temperament Inventory: Activity and Emotional Reactivity. Neuropsychobiology, 51, 269-274.
- Oniszczenko, W., Dragan, W. Ł.(2005). Association between dopamine D4 receptor exon III polymorphism and Emotional Reactivity as a temperamental trait. Twin Research and Human Genetics, 8, 633-637.
- Dragan, W.Ł., Oniszczenko, W. (2006). Association of a functional polymorphism in the serotonin transporter gene with personality traits in females in a Polish population. Neuropsychobiology, 54, 45-50.
- Dragan, W.Ł., Oniszczenko, W. (2007). An association between dopamine D4 receptor and transporter gene polymorphisms and personality traits, assessed using NEO-FFI in a Polish female population. Personality and Individual Differences, 43, 531-540.
- Oniszczenko, W. (2007). Genetic and environmental influence on temperamental traits postulated in the Strelau's Regulative Theory of Temperament in a Polish sample: Data from children, adolescents, and adults. W: S.B. Malykh, A.M. Torgersen (red.), Gene. Brain. Behavior (s. 33-41). Oslo-Moscow: Russian Panorama Press.
- Oniszczenko, W., Dragan, W. Ł. (2008). Genetyka zachowania w psychologii i psychiatrii. Warszawa: Wydawnictwo Naukowe Scholar.
- Dragan, W.Ł., Oniszczenko, W. (2009). The association between dopamine D4 receptor exon III polymorphism and PTSD symptoms in Polish flood victims. Anxiety, Stress, & Coping, 22, 483-495.
- Jakubowska, U., Oniszczenko, W. (2010). Environmental and genetic determinants of sociopolitical attitudes. W: T. Maruszewski, M. Fajkowska, M.W. Eysenck (red.), Personality from biological, cognitive, and social perspectives (s.129-144). New York: Eliot Werner Publications, Inc.
- Oniszczenko, W., Jakubowska, U., Stanisławiak, E. (2011). Gender differences in socio-political attitudes in a Polish sample. Women's Studies International Forum, 34, 371-377[4].

## Współpraca międzynarodowa
Jest członkiem m.in. American Psychological Association, International Society for the Study of Individual Differences (ISSID) i International Society for Twin Studies (ISTS). Współpracuje z Wydziałem Psychologii Uniwersytetu w Bielefeldzie, Niemcy.